# ميوكي أوهارا
ميوكي أوهارا (باليابانية: 上原美幸؛ بالكانا: うえはら みゆき) هي عداءة المسافات الطويلة يابانية، ولدت في 22 نوفمبر 1995 في كاغوشيما في اليابان.

## وصلات خارجية
- ميوكي أوهارا على موقع الاتحاد الدولي لألعاب القوى (الإنجليزية)
- ميوكي أوهارا على موقع الرابطة اليابانية لاتحادات ألعاب القوى (اليابانية)
- ميوكي أوهارا على موقع اللجنة الأولمبية الدولية (الإنجليزية)
- ميوكي أوهارا على موقع أوليمبيديا (الإنجليزية)